# Cryptanthus beuckeri
Cryptanthus beuckeri är en gräsväxtart som beskrevs av Charles Jacques Édouard Morren. Cryptanthus beuckeri ingår i släktet Cryptanthus, och familjen Bromeliaceae. Inga underarter finns listade i Catalogue of Life.

## Bildgalleri

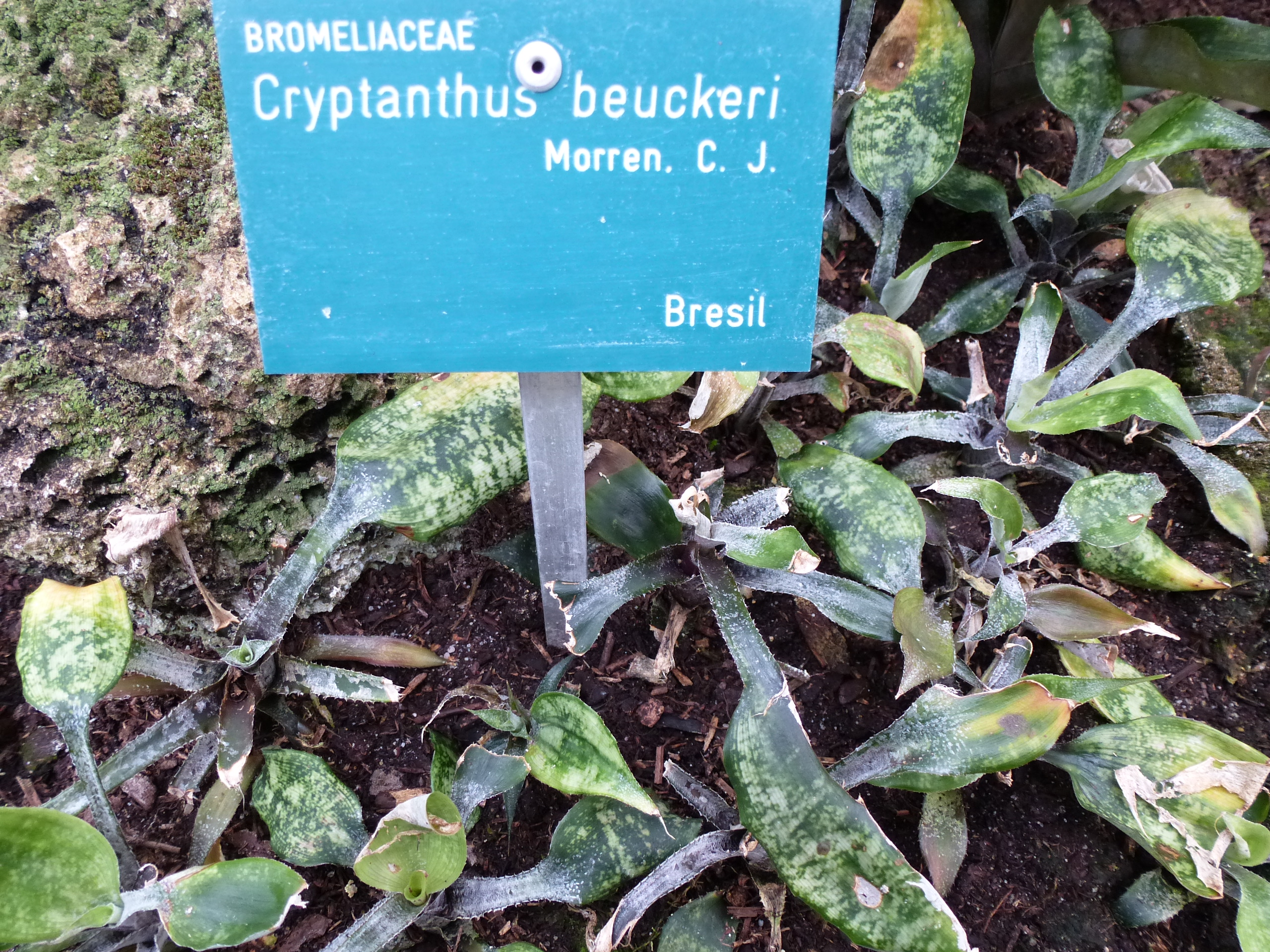